# Still Waiting (chanson de Prince)
Pour les articles homonymes, voir Still Waiting.
Singles de Prince
Why You Wanna Treat Me So Bad?
(1980) Uptown
(1980)
Still Waiting est une chanson de Prince extrait de l'album éponyme paru en 1979. La chanson fut publiée en tant que troisième single de l'album Prince le 25 mars 1980. En tant que première ballade de l'album, la chanson a atteint une certaine cote de popularité. 
La ballade parle du point de vue d'un jeune homme qui n'a pas encore trouvé l'amour, mais aspire pour le trouver. Le titre contient essentiellement du piano ce qui l'a rendu facilement adaptable en live pour le traditionnel solo de piano de Prince. Le tout forme un ensemble assez proche des ballades qui suivront tels que "Do Me, Baby "et "International Lover".

## Liste des titres
| A. | Still Waiting (Edit) | 3:48 |
| B. | Bambi                | 4:21 |

| A1. | Still Waiting                  | 4:12 |
| A2. | Why You Wanna Treat Me So Bad? | 3:48 |
| B.  | Sexy Dancer                    | 4:18 |